# Liang Desheng
Dans ce nom, le nom de famille, Liang, précède le nom personnel.
Liang Desheng (en chinois : 梁德绳; Pinyin: Liáng Déshéng), née en 1771, morte en 1847, est une poétesse et une femme de lettres chinoise, de l'époque de la  dynastie Qing.

## Biographie
Elle est issue d'une famille de mandarins et est  l'épouse de Xu Zongyan, un intellectuel de  Hangzhou. À la suite de la mort de sa sœur, Liang Desheng adopte sa nièce Wang Duan, qui va devenir un éditeur. Elles étaient également en relation amicale avec une autre poétesse, Gu Taiqing,.
Liang Desheng a écrit les trois derniers volumes d'un tanci très connu : Zai cheng yuan («Affinitée prédestinée lors de la renaissance»). Un tanci est une forme de longue ballade, destinée à être chantée, accompagnée au sanxian ou au pipa. Les dix-sept premiers volumes de ce tanci avaient été écrits par Chen Duansheng (zh). La trame de l'histoire conte les aventures d'une héroïne qui s'échappe de sa famille, sous un déguisement d'homme, pour échapper à un mariage forcé. Sous un pseudonyme, elle s'impose progressivement par ses capacités dans la hiérarchie impériale et devient premier ministre. Ultérieurement, son ancien fiancé se présente à un concours de l'armée présidé par l'héroïne, qui ne peut révéler son identité. Le récit de Chen Duangshen s'arrête là : elle est morte sans avoir pu achever son œuvre. Trente ans plus tard, Liang Desheng en propose une suite et une conclusion, après des essais non convaincants d'autres femmes de lettres. Dans cette suite, l'héroïne  avoue son secret à l'empereur, est pardonné pour son travestissement et la fausse identité, revient à sa vie de femme et épouse son fiancé. L'ensemble du tanci frappe par son rythme. Cette suite est publiée en 1821,.